# 贡日乡
贡日乡，是中华人民共和国西藏自治区那曲市巴青县下辖的一个乡镇级行政单位。

## 行政区划
贡日乡下辖以下地区：
玛紫村、色雄改村、栋雄郭村、杂日尼瓦村和热赤雄村。